# Chorizopes khandaricus
Chorizopes khandaricus är en spindelart som beskrevs av Gajbe 2005. Chorizopes khandaricus ingår i släktet Chorizopes och familjen hjulspindlar. Inga underarter finns listade i Catalogue of Life.